# Lista de vereadores de Jacareí da 16.ª Legislatura
Esta é a lista de vereadores de Jacareí, município brasileiro do estado de São Paulo.
São relacionados os nomes dos parlamentares que assumiram o cargo em 1 de janeiro de 2013, o partido ao qual eram filiados na data da posse e a quantidade de votos que receberam naquela eleição. O mandato expirou em 31 de dezembro de 2016.

## 16.ª Legislatura (2013–2016)

### Mesa Diretora
| (2015-2016)            |                        |                        |                           |
| Nome                   | Início do mandato      | Fim do mandato         | Cargo                     |
| Arildo Batista         | 1.º de janeiro de 2015 | 31 de dezembro de 2016 | Presidente da Câmara      |
| Paulinho do Esporte    | 1.º de janeiro de 2015 | 31 de dezembro de 2016 | Vice-presidente da Câmara |
| Pastor Rogério Timóteo | 1.º de janeiro de 2015 | 31 de dezembro de 2016 | 1.º Secretário            |
| Ana Lino               | 1.º de janeiro de 2015 | 31 de dezembro de 2016 | 2.ª Secretária            |

| (2013-2014)            |                        |                        |                           |
| Nome                   | Início do mandato      | Fim do mandato         | Cargo                     |
| Edinho Guedes          | 1.º de janeiro de 2013 | 31 de dezembro de 2014 | Presidente da Câmara      |
| Arildo Batista         | 1.º de janeiro de 2013 | 31 de dezembro de 2014 | Vice-presidente da Câmara |
| Rose Gaspar            | 1.º de janeiro de 2013 | 31 de dezembro de 2014 | 1.ª Secretária            |
| Pastor Rogério Timóteo | 1.º de janeiro de 2013 | 31 de dezembro de 2014 | 2.º Secretário            |

|    | Nome                                                                        | Partido                                                                                     | Votos | %    | Observações |
| -- | --------------------------------------------------------------------------- | ------------------------------------------------------------------------------------------- | ----- | ---- | ----------- |
| 1  | Maurício Aparecido Haka (São Paulo, 31.03.1957–)                            | Partido da Social Democracia Brasileira (PSDB)                                              | 2.437 | 2,14 |             |
| 2  | Arildo Batista (2015-2016) (Jacareí, 24.12.1965–)                           | Partido dos Trabalhadores (PT)                                                              | 2.408 | 2,11 |             |
| 3  | Edson Aníbal de Aquino Guedes Filho, Edinho Guedes (Jacareí, 23.06.1978–)   | Partido do Movimento Democrático Brasileiro (PMDB)/ Partido da República (PR)               | 2.285 | 2,00 |             |
| 4  | Ana Maria Lino da Silva Bispo (Jacareí, 26.05.1954–)                        | Partido do Movimento Democrático Brasileiro (PMDB)/ Partido Social Democrático (2011) (PSD) | 2.134 | 1,87 |             |
| 5  | Fernando César Ramos, da Ótica Original (Jundiaí, 07.07.1969–)              | Partido Social Cristão (PSC)                                                                | 2.131 | 1,87 |             |
| 6  | Paulo Luís Santos, Paulinho do Esporte (Jacareí, 28.04.1968–)               | Partido do Movimento Democrático Brasileiro (PMDB)/ Partido Social Democrático (2011) (PSD) | 2.059 | 1,81 |             |
| 7  | Hernani José Barreto da Silva (Jacareí, 06.01.1978–)                        | Partido dos Trabalhadores (PT)                                                              | 2.028 | 1,78 |             |
| 8  | José Francisco Ramos (Cristina, 19.07.1963–)                                | Partido dos Trabalhadores (PT)                                                              | 1.981 | 1,74 |             |
| 9  | Roseli Gaspar (Itanhandu, 12.04.1964–)                                      | Partido dos Trabalhadores (PT)                                                              | 1.906 | 1,67 |             |
| 10 | Edgard Takashi Sasaki (Jacareí, 28.04.1963–)                                | Democratas (DEM)/ Partido Social Democrata Cristão (PSDC)                                   | 1.820 | 1,60 |             |
| 11 | Itamar Alves de Oliveira (Viçosa, 25.09.1952–)                              | Partido Democrático Trabalhista (PDT)                                                       | 1.808 | 1,59 |             |
| 12 | Pastor Rogério da Silva Timóteo (São Paulo, 03.11.1974–)                    | Partido Republicano Brasileiro (PRB)                                                        | 1.659 | 1,45 |             |
| 13 | Benjamin Valmir Cândido Pereira, do Parque Meia Lua (Cristina, 08.03.1953–) | Partido Social Democrático (2011) (PSD)/ Partido Social Democrata Cristão (PSDC)            | 1.336 | 1,17 |             |

### Suplentes
| Nome                                                          | Partido                                        | Votos | %    | Período                 | Motivo de assumir                                                                               |
| ------------------------------------------------------------- | ---------------------------------------------- | ----- | ---- | ----------------------- | ----------------------------------------------------------------------------------------------- |
| Antonele Marmo Rodrigues (Jacareí, 29.06.1983–)               | Partido dos Trabalhadores (PT)                 | 1.804 | 1,58 | 09.03.2015 a 14.03.2016 | Licença do vereador Hernani Barreto para assumir a Secretaria Municipal de Esportes e Recreação |
| Lucimar Ponciano Luiz (Governador Valadares, 18.09.1967–)     | Partido da Social Democracia Brasileira (PSDB) | 1.236 | 1,08 | 10.05.2013 a 10.06.2013 | Licença médica do vereador Maurício Haka                                                        |
| Donizeti Saint Clair Rodrigues "Ferpa" (Jacareí, 16.07.1968–) | Partido Democrático Trabalhista (PDT)          | 943   | 0,83 | 05.09.2015 a 25.09.2015 | Licença médica do vereador Itamar Alves                                                         |

## Biografia

### Ana Lino
Cursou enfermagem no Centro Universitário Adventista São Paulo. Em São Paulo, trabalhou no Hospital São Paulo e no Hospital Edmundo Vasconcelos (antigo Hospital Gastroclínica).. Em Jacareí, trabalhou na Santa Casa de Misericórdia de Jacareí.
Ana Lino consolidou seu trabalho na saúde durante o período em que esteve na Secretaria Municipal de Saúde, onde exerceu o cargo de Secretária de Saúde de Jacareí.
Após 24 anos de trabalho árduo na Prefeitura, filiou-se ao PMDB e candidatou-se, pela primeira, ao cargo de vereadora, sendo eleita com 2.134 votos, a quarta mais votada, entre os nomes que disputaram a eleição de 2012.

### Arildo Batista
É bacharel em Administração de Empresas e iniciou sua vida profissional no setor privado trabalhando em empresas da região de Jacareí. Arildo atuou em várias gestões da Associação de Moradores de São Silvestre, presidente do Esporte Clube Vila Garcia e atualmente faz parte da direção do Jacareí Atlético Clube. E também, foi membro do Conselho Municipal do Idoso e da Criança e do adolescente.
Foi primeiro suplente de Vereador em 2008, assumiu a cadeira em junho de 2010, foi coordenador da Campanha do Deputado Paulo Teixeira e do Deputado Marco Aurélio. No setor público atuou ainda como Subprefeito do Distrito de São Silvestre, Diretor de Logística, Secretário de Esportes e Recreação e Secretário de Governo interino.
Em 2012, foi o mais votado entre os candidatos do Partido dos Trabalhadores (PT) e o segundo da cidade com 2.408 votos. Atualmente é o Presidente da Câmara Municipal de Jacareí.

### Edgard Sasaki
É formado em engenharia agrônoma e é agricultor. Foi presidente da Associação Pró-colaboração dos Agricultores do Brasil, da Câmara Setorial de Hortaliças do Estado de São Paulo e do Conselho Regional de Desenvolvimento Rural da Região. Foi secretário de Agricultura e Abastecimento na gestão do ex-prefeito Thelmo de Almeida Cruz, entre os anos de 1994 e 1995. Também foi secretário da mesma pasta na gestão do ex-prefeito Benedicto Sérgio Lencioni, no período de 1997 a 2000. Hoje é vice-presidente da Associação Cultural Desportiva Nipo Brasileira de Jacareí.
Edgard Sasaki concorreu a quatro eleições. Na primeira em 2000, foi o candidato da coligação mais votado, mas não fez o coeficiente eleitoral. Em 2008, Sasaki obteve 1.499 votos e tornou-se suplente do Democratas, assumindo o cargo de vereador pela primeira vez em 12/06/2012. Nas eleições de 2012, Sasaki obteve 1.820, ocupando assim o cargo de vereador pelo Democratas mais uma vez – DEM (2013 a 2016).

### Edinho Guedes
É filho do ex-vereador Didi Guedes. É o atual Presidente da Câmara Municipal de Jacareí. Edinho é advogado e professor universitário, pós-graduado em Direito Tributário pela PUC, Gestão Pública pela Escola de Governo da USP e mestre em Gestão Pública pela Unitau.
Iniciou sua vida pública com apenas 11 anos de idade como membro do Interact, grupo de jovens do Rotary Club de Jacareí. Na universidade, foi membro ativo do Movimento Estudantil, se destacando como Presidente do Diretório Acadêmico de Direito. Candidatou-se pela 1.ª vez para vereador em 2004, obtendo a expressiva votação de 1.536 votos, ficando na 1.ª suplência de seu partido. Em 12 de fevereiro de 2007, assumiu uma das cadeiras na Câmara Municipal.
Em 2008, Edinho se candidatou a vereador e foi eleito com 2.471 votos, sendo o segundo mais votado de Jacareí, tendo sido derrotado apenas pela vereadora Rose Gaspar, e recebendo em 2009 do IEPAP - Instituto de Estudo e Pesquisa da Administração Pública o “Prêmio Destaque 2008” concedido a políticos e personalidades do país, que dedicam suas funções públicas a atos de fomento a cidadania.
Em 2012, foi eleito para seu segundo mandato na Câmara Municipal de Jacareí..

### Fernando Ramos
Iniciou sua vida profissional como entregador de lentes. Aos 13 anos de idade, precisou tirar uma licença, no juizado de menores, para viajar de ônibus de São Paulo à Cruzeiro para entregas. Logo já entendia sobre toda matéria prima para a fabricação de lentes e armações.
Em uma fase de recessão, aos 23 anos, passou a vender óculos na praia com sua esposa Luciana Ramos e em meados de 1994 abriu sua primeira loja à Rua Barão de Jacareí. Hoje, é dono de uma rede de lojas em Jacareí, Mogi das Cruzes e São José dos Campos.
Iniciou sua carreira política quando lançou-se vereador em 2008, mas não foi eleito. Em 2012, conseguiu se eleger pela primeira vez.

### Hernani Barreto
É formado em direito. Começou sua trajetória no poder público de Jacareí em 1999, ainda como estagiário na Secretaria de Assuntos Jurídicos. Depois, em 2001, ocupou o cargo de Procurador do Município, Assessor Técnico de Gabinete, diretor geral da Secretaria de Assuntos Jurídicos, Secretário de Governo, Secretário de Administração e Recursos Humanos e, no mandato do prefeito Hamilton Ribeiro Mota, Secretário de Esportes e Recreação, até abril de 2012, quando se afastou para concorrer nas eleições.
No dia 7 de outubro, Hernani Barreto foi eleito em sua primeira disputa com 2.028 votos, sendo o sétimo mais votado da cidade e o segundo do PT.
Em sua trajetória, ele também foi membro do CMDCA (Conselho Municipal dos Direitos da Criança e Adolescente), membro fundador da ABJ (Associação de Basketball de Jacareí) e presidente do FADENP (Fundo de Apoio ao Desporto Não Profissional).

### Itamar Alves
Trabalhou por muito tempo como retificador de Ferramenteiro. Itamar atuou em diversos movimentos populares e sindicais. Foi presidente do Jacareí Atlético Clube na década de 90.
Em 1989, ingressou na vida pública e foi eleito vereador pela primeira vez, repetindo o feito em 1993. Nas eleições de 1996, mesmo sendo um dos mais cotados na preferência popular, ele não conseguiu o coeficiente para ser eleito. Nas eleições de 2001, Itamar voltou a ser eleito. Em 2004, se elegeu vereador pela quarta vez.
Em 2006 Itamar foi o candidato jacareiense mais votado nas eleições para deputado federal, com mais de 10 mil votos. Nas eleições de 2008 Itamar Alves foi reeleito com 1.828 votos. No biênio 2011/2012 foi o presidente da Câmara Municipal de Jacareí. Em 2012, foi novamente eleito e é o vereador a mais tempo na Câmara Municipal de Jacareí.
Nas eleições de 2016 não foi eleito.

### José Francisco
José Franciscoé técnico em Química e bacharel em Administração de Empresas pela faculdade Anhanguera de Jacareí.
Sua história junto a comunidade iniciou-se em 1983 na Pastoral da Juventude como membro da Igreja Católica, foi vice-coordenador e coordenador da Pastoral por duas vezes. Em 1987 participou ativamente da SAB (Sociedade Amigos de Bairro) por três gestões. Participou também da Pastoral do Batismo e da Pastoral Litúrgica. Foi conselheiro do Orçamento Participativo, participando do Conselho Gestor por 2 vezes e também do Conselho Municipal de Saúde. Participou da Comissão de CIPA na Philips por 3 mandatos.
Filiado ao Partido dos Trabalhadores (PT) há 25 anos, saiu candidato pela 1.ª vez em 2008, ficando como 2.º suplente do PT com 1143 votos, 2.º mais votado do bairro Parque Meia Lua. Em 2012 saiu candidato pela 2.ª vez, foi o 1.º mais votado no bairro, conquistou o 8.º lugar na Câmara dos Vereadores com 1981 votos.

### Maurício Haka
Maurício Haka é empresário no ramo de prestação de serviços, formado em radiologia médica.
Foi candidato a vereador em 1992 e neste período surgiu o convite para assumir a Assessoria de Relações Comunitárias da Prefeitura Municipal de Jacareí, dando início aos trabalhos na vida pública. Foi vereador por dois mandatos consecutivos sendo reeleito no ano de 2000 quando obteve a maior votação da história da cidade.
Trabalhou como Secretário do Bem Estar Social da Prefeitura Municipal e também esteve presente no Governo do Estado ocupando o cargo de assessor executivo do Secretário de Habitação do Governo do Estado de São Paulo, o ex-prefeito de São José dos Campos, Emanuel Fernandes. Também foi assessor especial do Presidente da Assembleia Legislativa do Estado de SP.
Em 2004, 2008 e 2016, foi candidato a prefeito em Jacareí e foi derrotado nas três oportunidades. Haka também já concorreu em eleições como deputado estadual e federal.

### Paulinho do Esporte
Desde pequeno teve grande envolvimento com o esporte. Participou da Guarda Mirim, foi instrutor de futebol do Esporte Clube Elvira, treinador da equipe de São José dos Campos de futsal, treinador da equipe de Jacareí de futsal, Campeã da Copa Vanguarda de 2000. Foi Coordenador de esportes da empresa Parker, realizando diversos eventos esportivos e sociais.
Ingressou na política sendo assessor do vereador Jamil Mohamed onde pode conhecer mais do Legislativo. Paulinho do Esporte realizou inúmeros projetos sociais através do esporte ao longo de sua vida, participando ativamente de escolinhas de futebol em muitos bairros de Jacareí. Por meio do esporte, milhares de jovens e crianças tem a oportunidade de melhorar de vida e por esse motivo Paulinho decidiu ser vereador. Em 2012, foi eleito para seu primeiro mandato.

### Pastor Rogério Timóteo
Foi catador de reciclagem, metalúrgico, entre outros. Trabalhando diariamente em busca de um futuro melhor, conheceu a Igreja Universal do Reino de Deus, a qual faz parte há 17 anos.
Palestrante e líder social vêm realizando ao longo de sua trajetória, ações sociais em várias cidades. Atualmente, por meio dos Agentes da Comunidade e dos projetos Força Jovem Brasil (Esporte, Cultura, Dose mais Forte, Se liga 16, VPR e do Jovem Nota 10), atende centenas de jovens e famílias carentes na cidade de Jacareí.
Começou sua vida política a convite do Deputado Federal Roberto de Jesus para coordenar sua campanha política em Jacareí e região. Devido ao surpreendente resultado nas votações em 2006, o deputado eleito o convidou para ingressar na política.
Em 2010 coordenou a campanha política do Deputado Estadual Milton Vieira (PSD) e do Deputado Federal Otoniel Lima (PRB) em Jacareí e cidades da região obtendo novamente êxito. No ano de 2012, pleitou uma cadeira no legislativo, sendo eleito com 1659 votos pelo PRB (Partido Republicano Brasileiro).

### Rose Gaspar
Rose Gaspar é formada em Jornalismo e Relações Públicas, e Pós-Graduada como Gerente de Cidades pela Fundação Armando Álvares Penteado desde 2015.
Foi atuante em grupo de jovens da Paróquia São João Batista, contribuindo para a realização de trabalhos junto à comunidade cristã. Rose Gaspar também participou do Conselho Gestor da UBS do Jardim Paulistano e do Conselho Municipal de Saúde (COMUS).
Desde cedo se interessou também pela política, tendo sido Assessora Parlamentar do então vereador Marco Aurélio de Souza, num período em que muito aprendeu sobre o funcionamento de uma Casa Legislativa.
Em 2000, Rose Gaspar concorreu a uma vaga na Câmara Municipal de Jacareí e foi eleita, obtendo 1.428 votos. Rose foi reeleita em 2004, com 1.894 votos. A convite do ex-Prefeito Marco Aurélio de Souza, Rose foi secretária de Esportes e Recreação de Jacareí, cargo que ocupou de abril de 2005 a março de 2006, desempenhando elogiado trabalho.
Em 2006 foi candidata a deputada estadual pelo PT, tendo recebido a expressiva votação de 19.449 votos.
Em 2008, Rose Gaspar foi eleita pela terceira vez consecutiva, e no mesmo ano assumiu interinamente a Presidência da Câmara Municipal de Jacareí, em razão da breve licença do Presidente José Carlos Diogo, que assumiu a Prefeitura no período de férias do então prefeito Marco Aurélio. Em seu terceiro mandato como vereadora, foi a única representante feminina à Câmara Municipal de Jacareí. Em 2012, conseguiu se reeleger novamente, exercendo atualmente seu quarto mandato legislativo..

### Valmir do Parque Meia Lua
É eletricista e iniciou seu trabalho em movimentos populares em 1980. A partir daí Valmir começou a lutar por melhorias no distrito Parque Meia Lua. Em 1988 Valmir se candidatou pela primeira vez pelo PT e ficou como primeiro suplente do partido. Em 1993, Valmir foi eleito vereador pelo PT, mas permaneceu apenas três meses no partido. O vereador ficou dois anos e meio sem partido e depois se filiou ao PFL.
Em 2000, Valmir saiu candidato a vereador pelo PDT (Partido Democrático Trabalhista) e obteve 1.285 votos, porém não conseguiu se eleger. No pleito de 2004, Valmir obteve 1.700 votos. No ano de 2008, se candidatou a vereador pelo DEM (Democratas) e foi eleito com 2.131 votos. Em 2012, pelo PSD, conseguiu se reeleger.